# Lord Willin'
Albums de Clipse
Exclusive Audio Footage
(1999) Hell Hath No Fury
(2006)
Singles
1. Grindin'
Sortie : 14 mai 2002
2. When the Last Time
Sortie : 30 juillet 2002
3. Ma, I Don't Love Her
Sortie : 3 décembre 2002
4. Cot Damn
Sortie : 29 avril 2003

Lord Willin' est le premier album studio du groupe américain Clipse, sorti le 20 août 2002, sur les labels Star Trak et Arista. 

## Historique
Lord Willin'  connaît un succès commercial conséquent dès sa sortie. Après l'échec de leur album Exclusive Audio Footage qui ne paraitra jamais, le groupe signe chez Arista Records et travaille sur un nouvel opus. L'album est entièrement produit par The Neptunes et sort au mois d'août 2002. Il est porté par les singles Grindin' et When the Last Time qui connaissent un franc succès. 
Le 1er octobre 2002, Lord Willin'  est certifié disque d'or par la RIAA.
La pochette de l'album est un cartoon représentant Malice et Pusha T dans une voiture décapotable avec Jésus sur la banquette arrière. Derrière le véhicule se trouve une pancarte où est inscrit « Welcome to Virginia Beach ».

## Réception
Lord Willin'  est bien reçu par la presse à sa sortie. DiBella du site AllMusic rédige une critique positive et résume : « Lord Willin' est un voyage effrayant dans les rues de Tobacco Road alors que Malice et Pusha T racontent les épreuves et les tribulations du trafiquant de drogue devenu MC ».
Le site Pitchfork classe l'album à la 155ème place des 200 meilleurs albums des années 2000.

## Liste des titres
| No  | Titre                                                            | Contient un (des) sample(s) de                                                       | Durée |
| --- | ---------------------------------------------------------------- | ------------------------------------------------------------------------------------ | ----- |
| 1.  | Intro                                                            | Paid in Full de Eric B. & Rakim                                                      | 2:16  |
| 2.  | Young Boy                                                        |                                                                                      | 4:25  |
| 3.  | Virginia                                                         |                                                                                      | 3:57  |
| 4.  | Grindin'                                                         | Pat-a-cake, Pat-a-cake, Baker's Man de Traditional Folk My Melody de Eric B. & Rakim | 4:24  |
| 5.  | Hot Damn (featuring Ab-Liva et Rosco P. Coldchain)               | Pusherman de Curtis Mayfield                                                         | 5:01  |
| 6.  | Ma, I Don't Love Her (featuring Faith Evans)                     |                                                                                      | 4:17  |
| 7.  | Fam-Lay (Freestyle) (performé par Fam-Lay)                       |                                                                                      | 1:57  |
| 8.  | When the Last Time                                               |                                                                                      | 4:14  |
| 9.  | Ego                                                              |                                                                                      | 2:48  |
| 10. | Comedy Central (featuring Fabolous)                              |                                                                                      | 4:33  |
| 11. | Let's Talk About It (featuring Jermaine Dupri)                   |                                                                                      | 5:10  |
| 12. | Gangsta Lean                                                     |                                                                                      | 5:20  |
| 13. | I'm Not You (featuring Jadakiss, Styles P et Rosco P. Coldchain) |                                                                                      | 4:19  |

| 14. | Grindin' (Remix) (featuring Birdman, Lil Wayne et N.O.R.E.)                  | Criminal Minded de Boogie Down Productions | 4:20 |
| 15. | Grindin' (Selector Remix) (featuring Sean Paul, Bless et Kardinal Offishall) |                                            | 3:47 |

## Classements hebdomadaires
| Classement (2002)                   | Meilleure position |
| ----------------------------------- | ------------------ |
| États-Unis (Billboard 200)          | 4                  |
| États-Unis (Top R&B/Hip-Hop Albums) | 1                  |